# Emmy Internacional 1975
A 3.ª cerimônia de entrega dos International Emmys (ou Emmy Internacional 1975) aconteceu em 24 de novembro de 1975, no Plaza Hotel, na cidade de Nova York, Estados Unidos.

## Cerimônia
A 3.ª cerimônia dos Emmys internacionais aconteceu na noite de 24 de novembro de 1975, no Plaza Hotel em Nova Iorque. Ela foi organizada pelo Conselho Internacional da Academia Nacional de Artes e Ciências Televisivas (hoje Academia Internacional das Artes e Ciências Televisivas). Os vencedores incluem a rede britânica BBC com dois troféus, de melhor drama por Marek, um filme que conta a história de uma criança que se submetem a uma operação no coração e que devido a uma complicação chamada atresia pulmonar tragicamente morre e o prêmio de melhor programa de artes populares pelo episódio The Evacuees da série de televisão, Play for Today. Durante a cerimônia, a Academia homenageou o presidente da Tokyo Broadcasting System, Junzo Imamichi, com o Directorate Award 1975.

## Vencedores
| Melhor Programa de Artes Populares           | Melhor Drama           |
| -------------------------------------------- | ---------------------- |
| - The Evacuees - ) (BBC)                     | - Marek - () (BBC Two) |
| Directorate Award                            |                        |
| - Junzo Imamichi - () (Presidente da TBS TV) |                        |